# فاضل محمود غريب
فاضل محمود غريب المشهداني أو فاضل محمود غريب المشايخي (ولد في الدجيل عام 1944) هو سياسي عراقي وعضوا في القيادة القطرية لحزب البعث العربي الاشتراكي وومحافظ سابق لمحافظتي بابل وكربلاء ومسؤول تنظيمات الحزب في محافظة بابل ورئيس اتحاد نقابات العمال في العراق.
كان عضوا في مجلس إدارة منظمة العمل العربية للفترة آذار 1983 حتى آذار 1987 ثم عضو احتياط للفترة آذار 1996 حتى آذار 1998.
ورد اسمه ضمن قائمة العراقيين المطلوبين لدى الولايات المتحدة، وظهر ضمن مجموعة أوراق اللعب لأهم المطلوبين العراقيين، فألقي القبض عليه في 15 أيار 2003 وأفرج عنه في 18 كانون الأول 2005 وانتقل إلى سوريا ومارس نشاطه الحزبي.
في عام 2017، أقر مجلس النواب العراقي قانونا ينص على مصادرة الأموال المنقولة وغير المنقولة لكل من صدام حسين وزوجاته وأولاده وأحفاده وأقربائه حتى الدرجة الثانية ووكلائهم ومصادرة أموال قائمة من 52 من أركان النظام السابق، كان من بينهم فاضل محمود غريب.
يقيم حاليا في ماليزيا، رغم وجود مزاعم بأن تنظيم داعش قد أعدمه بعد استيلائه على الموصل عام 2014.

## مؤلفاته
له كتب مطبوعة منها: 
- البريد في الإسلام[11][12]
- الديمقراطية النقابية في نظرية العمل البعثية.